# Manningtree
Manningtree ist eine kleine Stadt in der englischen Grafschaft Essex im District Tendring. Der Ort liegt 12 km nordöstlich von Colchester und 75 km südlich von Norwich. Er grenzt direkt an Mistley.

## Geschichte
Siedlungen konnten an dem Ort zurück bis in die römische Zeit nachgewiesen werden. Textlich erwähnt wird Manningtree erstmals im Jahre 1202. Der Ursprung des Namens ist ungeklärt, geht aber vermutlich auf die simple Ortsbeschreibung „many trees“ („viele Bäume“) zurück. Im Jahre 1238 erhielt Manningtree den Status einer Marktstadt.
Eine kurze Erwähnung findet es darüber hinaus in dem Drama Heinrich IV., Teil 1 von William Shakespeare, in welchem von „roasted Manningtree ox“ („gerösteter Manningtree-Ochse“) die Rede ist, was wohl auf die mittelalterliche Tradition zurückgeht, dort beim jährlichen Volksfest einen ganzen Ochsen am Stück zu rösten. Eine Darstellung der Szene befindet sich heute auf einer Häuserwand im Stadtzentrum. Manningtree war zudem ab 1640 eine bedeutende Wirkungsstätte von Matthew Hopkins, einem selbsternannten Inquisitor, dessen Gräueltaten in dem Film Der Hexenjäger dargestellt wurden.
Das Stadtbild ist maßgeblich geprägt von georgianischer Architektur, was auf eine Blütezeit des Ortes zwischen 1720 und 1840 hindeutet. Zurückzuführen ist diese vermutlich darauf, dass die Bewohner im 18. Jahrhundert das 90 km entfernte London über den Seeweg mit Nahrungsmitteln versorgten. Bei der Flutkatastrophe von 1953 wurde auch Manningtree schwer getroffen, was in der Folge zum Bau einer großen Schutzmauer führte.

## Sehenswürdigkeiten und Tourismus
Manningtree bietet neben einem weitläufigen Strand, von welchem aus man die Küstenlinie von Suffolk betrachten kann, eine für ausländische Touristen interessante Mischung britischer Architektur, bestehend aus Cottages und georgianischen Gebäuden. Besonders hervorzuheben sind auch die zahlreichen kleinen, typisch englischen Einzelhandels- und Gastronomiebetriebe. Zudem gibt es ein Museum, ein kleines Theater (Manifest Theatre) und zwei Galerien (Cooper's Gallery und North House Gallery). Um die Stadt herum verlaufen einige gut ausgebaute und beschilderte Wanderwege, sowohl im Landesinneren als auch entlang der Küste.
Des Weiteren erreicht man von Manningtree aus in kurzer Zeit die Orte Colchester, Ipswich und Felixstowe. Über die Manningtree railway station ist die Stadt direkt mit einem der Londoner Hauptbahnhöfe, dem Bahnhof Liverpool Street, verbunden; die Fahrzeit beträgt eine Stunde.

## Städtepartnerschaften
- Frankenberg (Eder), Deutschland – seit 1971

## Persönlichkeiten
- Margaret Thatcher (1925–2013), lebte in Manningtree, als sie für  BX Plastics als Chemikerin arbeitete[3]
- Elizabeth Clarke (ca. 1565–1645), Opfer der Hexenverfolgung in England